# Ortsumgehung Toljatti
Die Ortsumgehung Toljatti (russisch Обход Тольятти) ist eine mautpflichtige Schnellstraße, die die russische Stadt Toljatti umgeht. Sie beginnt bei der Ortschaft Troizkoje an der Zweigstrecke Sysran–Uljanowsk der Fernstraße M5 Ural und führt östlicher Richtung über die Wolga und nördlich an Toljatti vorbei bis zur Ortschaft Selenowka, wo sie an die Hauptstrecke Moskau–Tscheljabinsk der Fernstraße M5 Ural anschließt. Die Ortsumgehung Toljatti ist Teil des Westeuropa-Westchina-Verkehrskorridors. Der zuständige Betreiber ist Awtodor.

## Geschichte
Am 16. Oktober 2019 schloss die Oblast Samara mit der Konzessionsgesellschaft Awtoban einen Konzessionsvertrag mit einer Laufzeit von 20 Jahren über den umfassenden Plan, die Fernverkehrsinfrastruktur in der Oblast Samara zu modernisieren und auszubauen. Bestandteil des Konzessionsvertrages ist der Bau einer 98 km langen Umgehungsstraße nördlich von Toljatti mit einer neuen Brücke über die Wolga mit einer Länge von über 3670 m. Grund für den Bau der Ortsumgehung ist die stark befahrene Fernstraße M5 zwischen Sysran, Schiguljowsk und Toljatti, da durch Toljatti auch der Verkehrskorridor Westeuropa–Westchina verläuft, der eine wichtige Straßenverbindung zwischen der Europäischen Union und der Volksrepublik China darstellt. Noch am Tag der Unterzeichnung des Konzessionsvertrags wurde mit den Bauarbeiten begonnen. Im Dezember 2019 wurde mit dem Bau der neuen Brücke über die Wolga begonnen. Der Verschub der Brücke erfolgte am 26. Februar 2024. Anfang Mai 2024 wurden die Dehnungsfugen der Brücke fertiggestellt. Am 16. Juli 2024 wurde die Ortsumgehung Toljatti vom russischen Präsidenten Wladimir Putin eröffnet.

## Maut
Derzeit ist die Schnellstraße mautpflichtig. Nach Ablauf des Konzessionsvertrags am 16. Oktober 2039 sollen die Mautgebühren abgeschafft werden.

## Galerie

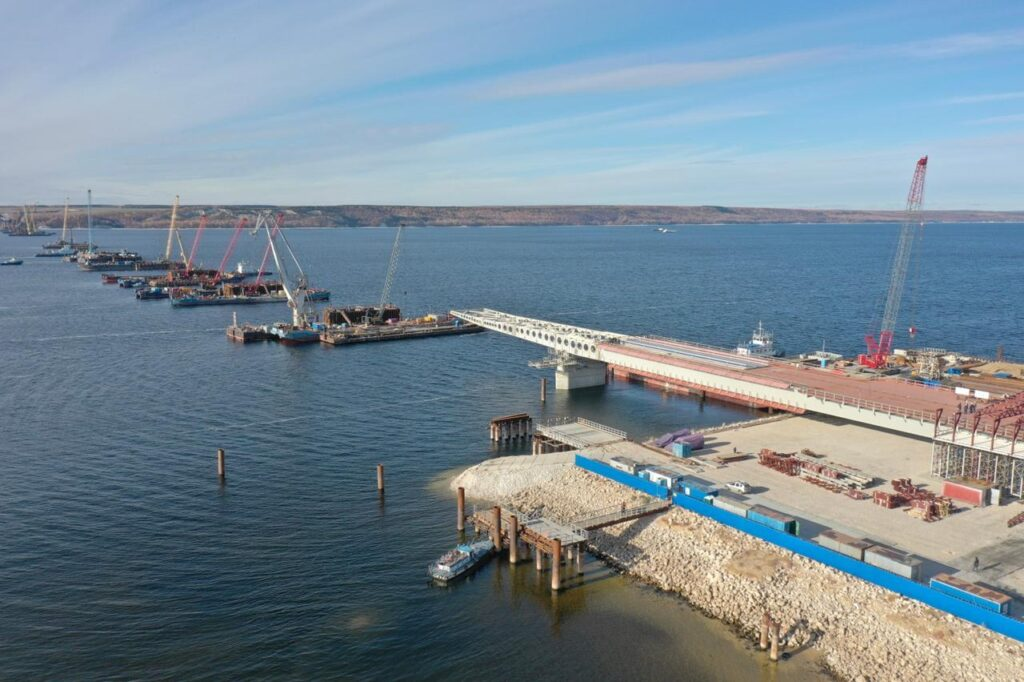
Im Bau befindliche Brücke über die Wolga bei Toljatti (2021)
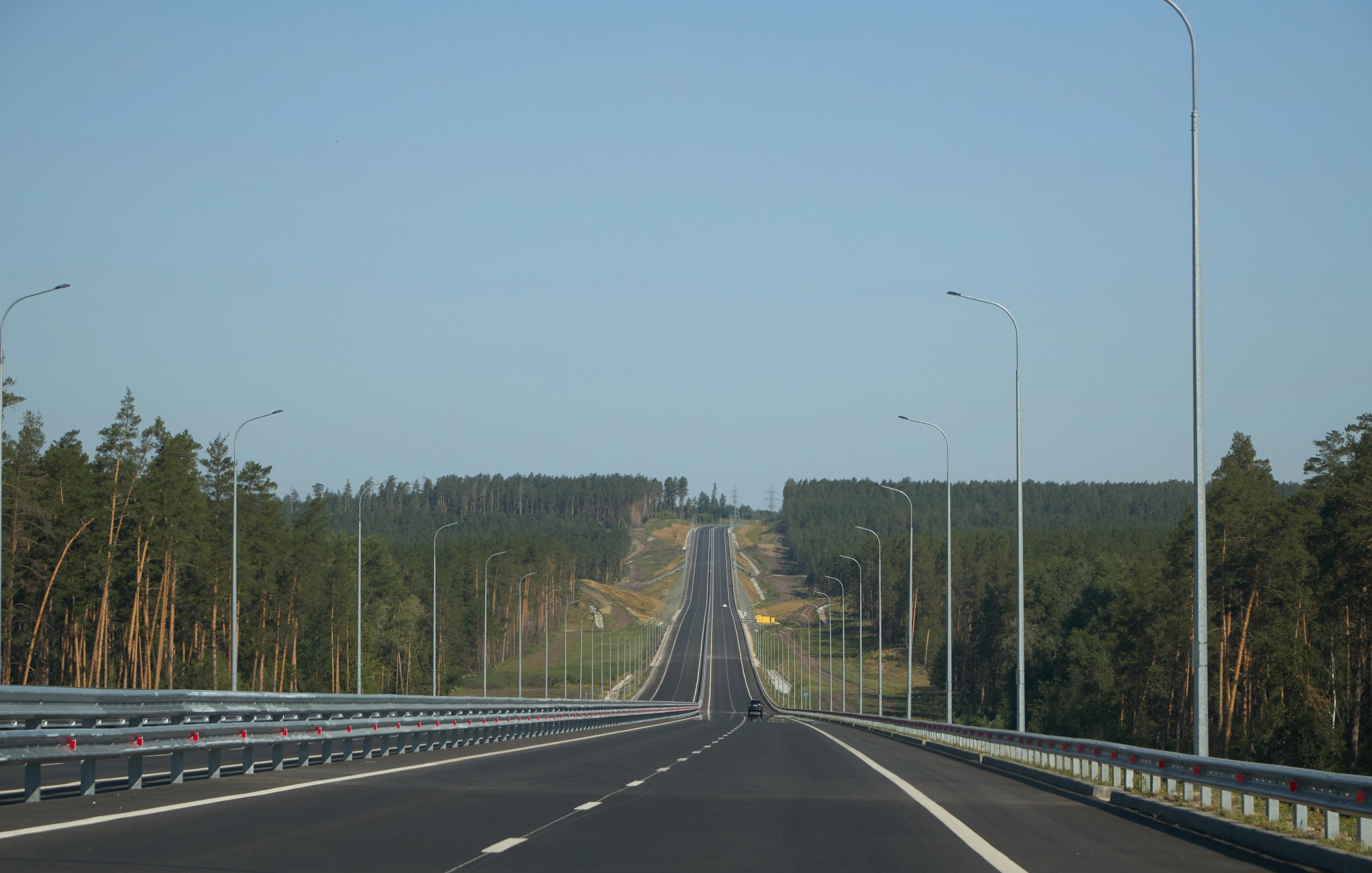
Die Ortsumgehung Toljatti bei Streckenkilometer 93 (2024)